# Loi d'interprétation (Québec)
En droit québécois, la Loi d'interprétation est une loi qui énonce des règles et présomptions d'interprétation législative. 

## Dispositions
Parmi les plus importantes dispositions de la loi, l'article 41 énonce le paradigme de la méthode téléologique en tandem avec une lecture large et libérale ; l'article 41.1 énonce la présomption de l’effet utile selon lequel le législateur ne parle pas pour rien dire ; l'article 41. 2 dit que le juge ne peut pas refuser de juger ; l'article 38 dispose que les règles énoncées dans les lois d’interprétation sont à caractère supplétif ; l'article 50 de la loi déclare qu'il n'y a pas de présomption de loi déclaratoire ou d’effet rétroactif, malgré l'utilisation du temps présent dans le texte de loi. 
Les règles en matière d'interprétation des contrats ne sont pas dans la Loi d'interprétation, elles sont plutôt aux articles 1425 à 1432 du Code civil du Québec.